# Louis-Alexandre de Bourbon, comte de Toulouse

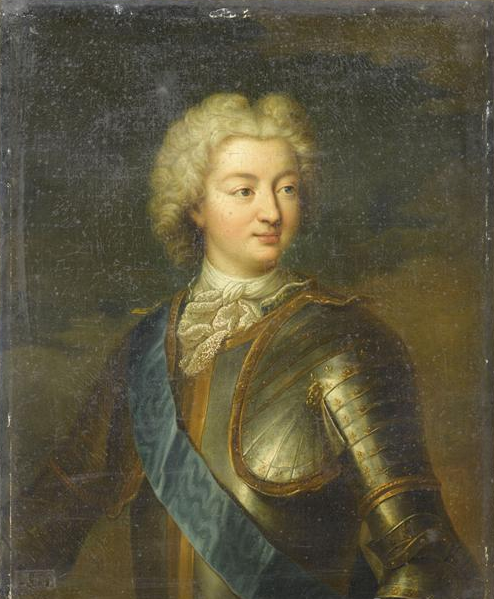
Louis Alexandre, comte de Toulouse; Gemälde von Hyacinthe Rigaud

Louis-Alexandre de Bourbon, comte de Toulouse (* 6. Juni 1678 in Versailles; † 1. Dezember 1737 auf Schloss Rambouillet), Herzog von Damville, Penthièvre, Châteauvillain und Rambouillet, war ein natürlicher, legitimierter Sohn Ludwigs XIV. mit Françoise-Athénaïs de Rochechouart de Mortemart, marquise de Montespan. Er war Pair von Frankreich und bekleidete die Ämter eines Großjägermeisters sowie Admirals von Frankreich.

## Leben
Louis-Alexandre wurde 1681 legitimiert und 1683 im Alter von fünf Jahren Admiral von Frankreich und Ritter des Ordens vom Heiligen Geist. Mit zwölf Jahren begleitete er seinen Vater auf dessen Feldzug in die Niederlande, wo er bei der Belagerung von Namur verwundet wurde.
Er zeichnete sich 1702 als Geschwaderführer im Spanischen Erbfolgekrieg aus und fügte der britischen Royal Navy unter Admiral Rooke am 24. August 1704 in der Schlacht bei Vélez-Málaga schwere Verluste zu.
1714 erhob der König ihn, wie auch seinen älteren Bruder Louis-Auguste de Bourbon, duc du Maine, für sich und seine Nachkommen – mit allen Rechten, darunter auch dem der Nachfolge – zum Prinzen von Geblüt. Angesichts der Tatsache, dass zu diesem Zeitpunkt alle männlichen Nachkommen Ludwigs XIV. in der königlichen Linie bis auf den späteren Ludwig XV. verstorben waren oder wie die spanische Linie auf ihre französischen Thronansprüche verzichten mussten, stand Louis-Alexandre damals zumindest nach dem Willen seines Vaters der Thronfolge sehr nahe. Allerdings wurde das Testament des Königs in dieser Frage umgehend von den anderen Prinzen von Geblüt, allen voran dem Regenten Philippe d’Orléans, mit Hilfe des Parlaments annulliert. Dadurch fielen er wie auch sein Bruder wieder aus der Thronfolge heraus. 
Während der Regentschaft Philipps von Orléans (1715–1723) war der Graf von Toulouse Mitglied des Regentschaftsrats und stand am Hof – wegen seiner liebenswürdigen Art, wie Saint-Simon berichtet – in hoher Gunst. Von den Intrigen seiner Schwägerin Louise Bénédicte de Bourbon, Herzogin von Maine, hielt er sich fern. Daher wurde ihm von dem Throngericht, das der Regent am 26. August 1718 abhielt, anders als seinem Bruder, dem Herzog von Maine, sein Rang als Prinz von Geblüt nicht aberkannt. 
Er starb am 1. Dezember 1737 auf Schloss Rambouillet.
Der Graf von Toulouse war seit 1723 mit Marie-Victoire-Sophie de Noailles, Marquise de Gondrin, verheiratet. Sein Sohn Louis Jean Marie, Herzog von Penthièvre, folgte ihm in seinen Ämtern und als Großadmiral. Seine Enkelin Louise Marie Adélaïde de Bourbon-Penthièvre heiratete Louis-Philippe II. de Bourbon, den späteren Herzog von Orléans, und wurde die Mutter des Bürgerkönigs Louis-Philippe I.